# Hellterskkkelter
Hellterskkkelter — третій міні-альбом американського репера Esham, виданий 13 вересня 1993 р. лейблом Reel Life Productions. Багато людей помилково вважають, що даний реліз — сингл. Виконавчий продюсер: Джеймс Г. Сміт.

## Список пісень
| #  | Назва               | Тривалість |
| -- | ------------------- | ---------- |
| 1. | «Hellterskkkellter» | 3:51       |
| 2. | «Rocks Off!»        | 3:23       |
| 3. | «Be-4»              | 1:26       |
| 4. | «Devil's Night!»    | 3:03       |